# Vilches
Vilches – gmina w Hiszpanii, w prowincji Jaén, w Andaluzji, o powierzchni 272,83 km². W 2011 roku gmina liczyła 4831 mieszkańców.